# روش‌شناسی
روش، یک مسیر مشخص و از پیش تعیین‌شده برای رسیدن به یک هدف خاص است، مانند کسب دانش جدید یا بررسی درستی ادعاهای علمی موجود. به عنوان مثال، آمار توصیفی یک روش برای تحلیل داده‌ها، تاریخ‌گذاری رادیوکربن روشی برای تعیین سن اجسام قدیمی، و یادگیری مبتنی بر پروژه یک روش آموزشی است. یک روش معمولاً شامل مراحلی مشخص و قابل تکرار است که با انجام آن‌ها می‌توان به نتیجهٔ مطلوب رسید.
روش‌شناسی یا متدولوژی، به مجموعه روش‌ها، تکنیک‌ها و رویکردهایی گفته می‌شود که یک محقق برای انجام تحقیق و رسیدن به اهداف خود استفاده می‌کند. این شامل مراحل مختلفی مانند:
1. تعریف مسئله تحقیق: تعیین دقیق موضوع یا مسئله‌ای که قرار است مورد بررسی قرار گیرد.
2. مرور ادبیات و پیشینه تحقیق: بررسی تحقیقات قبلی مرتبط با موضوع برای آشنایی با دانش موجود و شناسایی شکاف‌های تحقیقاتی.
3. بیان فرضیه یا سؤال تحقیق: تدوین فرضیه‌ای که قرار است آزمایش شود یا سؤالی که قرار است به آن پاسخ داده شود.
4. انتخاب روش تحقیق: تعیین روش‌های مناسب برای جمع‌آوری داده‌ها، مانند آزمایش، مشاهده، مصاحبه، پرسشنامه و…
5. جمع‌آوری داده‌ها: اجرای روش‌های تحقیق و جمع‌آوری اطلاعات مورد نیاز.
6. تحلیل داده‌ها: استفاده از روش‌های آماری یا کیفی برای تفسیر و تحلیل داده‌های جمع‌آوری شده.
7. نتیجه‌گیری و تفسیر: ارائه نتایج تحقیق و تفسیر آن‌ها بر اساس شواهد و یافته‌ها.
8. ارائه گزارش: تهیه گزارش نهایی تحقیق شامل تمامی مراحل انجام شده و نتایج به دست آمده.

روش‌شناسی در واقع چارچوبی را برای تحقیق فراهم می‌کند و به محقق کمک می‌کند تا به صورت سیستماتیک و قابل اعتماد به سؤالات تحقیق خود پاسخ دهد. انتخاب روش مناسب به نوع تحقیق، هدف تحقیق، منابع موجود و محدودیت‌های زمانی و مالی بستگی دارد.
روش‌شناسی به بررسی و تحلیل دقیق روش‌های مختلف تحقیق می‌پردازد. این بررسی شامل توضیح روش‌ها، ارزیابی مزایا و معایب آن‌ها، و تعیین اینکه کدام روش برای یک هدف تحقیقاتی خاص مناسب‌تر است، می‌شود. روش‌شناسی مانند یک راهنما به محققان کمک می‌کند تا تصمیم بگیرند که از چه روش‌هایی برای پاسخ به سؤالات تحقیق خود استفاده کنند. به عنوان مثال، روش‌شناسی می‌تواند به یک محقق کمک کند تا تصمیم بگیرد که کدام روش نمونه‌گیری برای یک مطالعهٔ خاص بهتر است یا کدام روش تحلیل داده‌ها نتایج قابل اعتمادتری ارائه می‌دهد.
در مقالات و پایان‌نامه‌های علمی، معمولاً یک بخش مجزا به روش‌شناسی اختصاص داده می‌شود تا خوانندگان بتوانند روش‌های استفاده شده در تحقیق را ارزیابی کرده و نتایج را بهتر درک کنند.
روش‌شناسی در علوم مختلف، رویکردهای متفاوتی دارد. در علوم طبیعی، روش‌شناسی غالب، روش علمی است که بر اندازه‌گیری‌های دقیق و آزمایش‌های کنترل شده تأکید دارد. هدف این روش، کشف قوانین کلی طبیعت و پیش‌بینی رویدادهای آینده است.
در علوم اجتماعی، روش‌شناسی بیشتر بر درک عمیق پدیده‌های اجتماعی و انسانی تمرکز دارد و کمتر به دنبال قوانین کلی و پیش‌بینی است. در این علوم، روش‌هایی مانند پرسشنامه، مصاحبه و گروه‌های متمرکز برای جمع‌آوری داده‌ها استفاده می‌شود.

## توضیح
روش‌شناسی، به عبارت ساده، مطالعهٔ روش‌های تحقیق است. اما این اصطلاح می‌تواند به خود روش‌ها یا بحث‌های فلسفی مربوط به آن‌ها نیز اشاره کند. روش، یک رویهٔ سازمان‌یافته برای رسیدن به یک هدف خاص است، مانند کسب دانش یا تأیید ادعاهای علمی. این رویه شامل مراحلی مانند انتخاب نمونه، جمع‌آوری داده‌ها از نمونه و تفسیر داده‌ها می‌شود. مطالعهٔ روش‌ها به توصیف و تحلیل دقیق این فرایندها می‌پردازد و با مقایسهٔ روش‌های مختلف، مزایا و معایب هر یک را برای اهداف تحقیقاتی مختلف ارزیابی می‌کند. این توصیفات و ارزیابی‌ها به فرضیات فلسفی زمینه‌ای بستگی دارند، به عنوان مثال، اینکه چگونه پدیده‌های مورد مطالعه را تعریف کنیم و چه چیزی به عنوان شواهد برای یا علیه آن‌ها محسوب می‌شود.
روش‌شناسی‌ها به‌طور کلی به دو دسته کمی و کیفی تقسیم می‌شوند. تحقیق کمی روش اصلی علوم طبیعی است که از اندازه‌گیری‌های دقیق عددی استفاده می‌کند و هدف آن معمولاً یافتن قوانین کلی برای پیش‌بینی رویدادهای آینده است. روش علمی، روش‌شناسی غالب در علوم طبیعی است که شامل مراحلی مانند مشاهده، تدوین فرضیه، آزمایش فرضیه، مقایسه نتایج اندازه‌گیری شده با نتایج مورد انتظار و انتشار یافته‌ها می‌شود.
تحقیق کیفی بیشتر در علوم اجتماعی استفاده می‌شود و کمتر به اندازه‌گیری‌های دقیق عددی اهمیت می‌دهد. هدف آن درک عمیق‌تر معنای پدیده‌های مورد مطالعه است و کمتر به دنبال قوانین کلی و پیش‌بینی‌کننده است. روش‌های رایج در علوم اجتماعی شامل پرسش‌نامه، مصاحبه، گروه‌های متمرکز و تکنیک اسمی گروهی هستند. این روش‌ها از نظر اندازه نمونه، نوع سؤالات و محیط کلی با یکدیگر تفاوت دارند. در دهه‌های اخیر، بسیاری از دانشمندان علوم اجتماعی شروع به استفاده از تحقیقات روش‌های مختلط کرده‌اند که روش‌های کمی و کیفی را ترکیب می‌کند.

## بحث‌ها

### بحث‌های پیرامون روش‌شناسی
در مورد روش‌شناسی بحث‌های زیادی وجود دارد، به خصوص دربارهٔ اینکه آیا روش‌های کمی (مانند روش علمی) برای مطالعهٔ پدیده‌های اجتماعی مناسب هستند یا خیر. برخی از نظریه‌پردازان، روش‌شناسی را به عنوان یک رشتهٔ مستقل رد می‌کنند و معتقدند که باید به جای مطالعهٔ روش‌ها، از آن‌ها استفاده کرد. برخی دیگر نیز معتقدند که روش‌شناسی محدودکننده است و خلاقیت محققان را کاهش می‌دهد. با این حال، بسیاری از متخصصان روش‌شناسی معتقدند که یک روش‌شناسی خوب به محققان کمک می‌کند تا به نتایج قابل اعتمادتری دست یابند و از سردرگمی و اشتباه در تحقیقات خود جلوگیری کنند. علاقه به روش‌شناسی در قرن بیستم به دلیل اهمیت فزایندهٔ کار میان‌رشته‌ای و موانع موجود در همکاری کارآمد افزایش یافته است.

### بر اساس بحث در مورد مفروضات زمینه‌ای
برخی معتقدند که روش‌شناسی فراتر از توصیف و ارزیابی روش‌هاست و شامل بحث‌های فلسفی عمیق‌تری نیز می‌شود. این دیدگاه به دلیل این است که بحث‌ها در مورد انتخاب روش مناسب، اغلب بر اساس مفروضات و باورهای فلسفی شکل می‌گیرند. این مفروضات می‌توانند در انتخاب روش و نحوهٔ اجرای آن تأثیرگذار باشند.
برای مثال، توماس کوهن در کتاب «ساختار انقلاب‌های علمی» استدلال می‌کند که علم در چارچوبی خاص یا پارادایمی عمل می‌کند که تعیین‌کنندهٔ سوالات پژوهشی و معیارهای علم خوب است. این موضوع به اختلافات فلسفی در مورد نحوهٔ تعریف پدیده‌های مورد مطالعه، شواهد لازم برای تأیید یا رد آن‌ها و هدف کلی تحقیق در مورد آن‌ها مربوط می‌شود؛ بنابراین، در این دیدگاه گسترده‌تر، روش‌شناسی با فلسفه همپوشانی دارد و به بررسی و بحث در مورد این مفروضات می‌پردازد.
بحث در مورد مفروضات زمینه‌ای می‌تواند شامل مسائل متافیزیکی (مربوط به ماهیت واقعیت) و هستی‌شناختی (مربوط به وجود و چیستی) نیز باشد. به عنوان مثال، یک دیدگاه واقع‌گرایانه که پدیده‌های مشاهده‌شده را به عنوان یک واقعیت خارجی و مستقل در نظر می‌گیرد، معمولاً بر جمع‌آوری داده‌های تجربی و نگرش بی‌طرفانه تأکید دارد. در مقابل، ایده‌آلیست‌ها معتقدند که واقعیت بیرونی کاملاً مستقل از ذهن نیست و بنابراین، گرایش‌های ذهنی را نیز در فرایند تحقیق دخالت می‌دهند.
در رویکرد کمی (که بر اندازه‌گیری و تحلیل داده‌های عددی تأکید دارد)، مباحث فلسفی در روش‌شناسی شامل تمایز بین تفسیر استقرایی (نتیجه‌گیری از جزئیات به کلیات) و قیاسی-استنتاجی (نتیجه‌گیری از کلیات به جزئیات) از روش علمی است. در تحقیقات کیفی، بسیاری از مفروضات اساسی با مواضع فلسفی مانند هرمنوتیک (تفسیر متون)، عمل‌گرایی، مارکسیسم، نظریه انتقادی و پسامدرنیسم مرتبط هستند. به گفته کوهن، پارادایم‌های مختلف علمی با یکدیگر قابل قیاس نیستند، یعنی هیچ چارچوب واحدی برای ارزیابی مفروضات نظری و روش‌شناختی آن‌ها وجود ندارد. این انتقاد، مفروضات رویکرد کمی را که بر پیشرفت علمی مبتنی بر انباشت داده‌ها تأکید دارد، زیر سؤال می‌برد.
بحث‌های دیگری نیز در مورد مسائل نظری انتزاعی در فلسفهٔ علم وجود دارد، مانند اینکه آیا تحقیقات علمی با نوشتن داستان متفاوت است یا خیر، و آیا تحقیقات به دنبال کشف واقعیت‌های عینی هستند یا پدیده‌ها را می‌سازند. برخی از روش‌شناسان حتی ادعا می‌کنند که هدف علم کمتر نشان دادن یک واقعیت از پیش موجود است و بیشتر ایجاد نوعی تغییر اجتماعی به نفع گروه‌های سرکوب‌شده در جامعه است.
نظریه‌پردازان اغلب انواع یا رویکردهای کلی مختلفی را به روش‌شناسی تشخیص می‌دهند. تأثیرگذارترین طبقه‌بندی، روش‌شناسی کمی و کیفی را با هم مقایسه می‌کند.

## کمی و کیفی
تحقیقات کمی ارتباط نزدیکی با علوم طبیعی دارد. این بر اساس اندازه‌گیری‌های دقیق عددی است که سپس برای رسیدن به قوانین کلی دقیق استفاده می‌شود. این دقت همچنین در هدف پیش‌بینی‌هایی که بعداً می‌توانند توسط سایر محققان تأیید شوند، منعکس می‌شود. از نمونه‌های تحقیقات کمی می‌توان به فیزیکدانانی در برخورددهنده هادرونی بزرگ اشاره کرد که جرم ذرات تازه ایجاد شده را اندازه‌گیری می‌کنند و روان‌شناسی مثبت‌گرا یک نظرسنجی آنلاین برای تعیین همبستگی بین درآمد و رفاه خودارزیابی شده انجام می‌دهند.
تحقیقات کیفی به روش‌های مختلفی در ادبیات دانشگاهی مشخص می‌شود، اما تعاریف دقیق بسیار کمی از این اصطلاح وجود دارد. اغلب در مقابل تحقیقات کمی برای اشکال مطالعه‌ای استفاده می‌شود که موضوع خود را به صورت عددی کمیت نمی‌کنند. با این حال، تمایز بین این دو نوع همیشه آشکار نیست و نظریه‌پردازان مختلف استدلال کرده‌اند که باید آن را به عنوان یک پیوستار و نه به عنوان یک دوگانگی درک کرد. بسیاری از تحقیقات کیفی به نوعی تجربه یا رفتار انسان مربوط می‌شود، که در این صورت تمایل دارد روی چند نفر و درک عمیق آن‌ها از معنای پدیده‌های مورد مطالعه تمرکز کند. نمونه‌هایی از روش کیفی، یک محقق بازار است که یک گروه کانونی را برای یادگیری نحوه واکنش مردم به یک محصول جدید هدایت می‌کند یا یک محقق پزشکی که یک مصاحبه عمیق بدون ساختار با یک شرکت‌کننده از یک درمان تجربی جدید برای ارزیابی مزایای بالقوه و معایب آن انجام می‌دهد. همچنین برای بهبود تحقیقات کمی، مانند اطلاع‌رسانی مواد جمع‌آوری داده‌ها و طراحی پرسشنامه استفاده می‌شود. تحقیقات کیفی اغلب در زمینه‌هایی استفاده می‌شود که دانش از پیش موجود ناکافی است. به این ترتیب می‌توان اولین برداشت را از رشته و نظریه‌های بالقوه به دست آورد و در نتیجه راه را برای بررسی موضوع در مطالعات بیشتر هموار کرد.
روش‌های کمی در علوم طبیعی غالب هستند، اما هر دو روش‌شناسی در علوم اجتماعی استفاده می‌شوند. برخی از دانشمندان علوم اجتماعی بیشتر بر روی یک روش تمرکز می‌کنند در حالی که برخی دیگر سعی می‌کنند یک پدیده را با استفاده از روش‌های مختلف بررسی کنند. برای هر دو رویکرد، چگونگی انتخاب گروهی از افراد مورد استفاده برای جمع‌آوری داده‌ها مهم است. این فرایند به عنوان نمونه‌گیری آماری شناخته می‌شود. این شامل انتخاب زیرمجموعه‌ای از افراد یا پدیده‌ها برای اندازه‌گیری است. در این رابطه مهم است که نمونه‌های انتخاب شده معرف کل جمعیت باشند، یعنی اینکه هیچ سوگیری قابل توجهی در هنگام انتخاب وجود نداشته باشد. اگر اینطور نباشد، داده‌های جمع‌آوری‌شده منعکس کنندهٔ وضعیت کل جمعیت نیستند. این بر تعمیم‌ها و پیش‌بینی‌های حاصل از داده‌های مغرضانه تأثیر می‌گذارد. تعداد افراد انتخاب شده تعیین اندازه نمونه نامیده می‌شود. برای تحقیقات کیفی، اندازه نمونه معمولاً نسبتاً کوچک است، در حالی که تحقیقات کمی تمایل به تمرکز بر روی گروه‌های بزرگ و جمع‌آوری داده‌های زیادی دارند. پس از جمع‌آوری، داده‌ها باید تجزیه و تحلیل و تفسیر شوند تا به نتایج جالبی برسند که مستقیماً به سؤال تحقیق مربوط می‌شود. به این ترتیب، انبوه اطلاعات به دست آمده خلاصه می‌شود و در نتیجه برای دیگران قابل دسترس‌تر می‌شود. به خصوص در مورد تحقیقات کمی، این اغلب شامل استفاده از نوعی آمار برای درک اندازه‌گیری‌های متعدد فردی است.
بسیاری از بحث‌ها در تاریخ روش‌شناسی بر روش‌های کمی مورد استفاده در علوم طبیعی متمرکز است. یک سؤال اساسی در این زمینه این است که تا چه حد می‌توان آن‌ها را در زمینه‌های دیگر مانند علوم اجتماعی و تاریخ اعمال کرد. موفقیت علوم طبیعی اغلب به عنوان نشانه‌ای از برتری روش‌شناسی کمی تلقی می‌شد و به عنوان استدلالی برای اعمال این رویکرد به سایر زمینه‌ها نیز استفاده می‌شد. با این حال، این چشم‌انداز در گفتمان روش‌شناختی اخیر مورد تردید قرار گرفته است. در این راستا، اغلب استدلال می‌شود که پارادایم علوم طبیعی یک توسعه یک‌طرفه از عقل است که به‌طور یکسان برای همه حوزه‌های تحقیق مناسب نیست. تقسیم بین روش‌های کمی و کیفی در علوم اجتماعی یکی از پیامدهای این انتقاد است.
روش مناسب اغلب به هدف تحقیق بستگی دارد. برای مثال، روش‌های کمی معمولاً برای ارزیابی فرضیه‌های از پیش تعیین‌شده‌ای که می‌توانند به وضوح فرموله و اندازه‌گیری شوند، برتری دارند. از سوی دیگر، روش‌های کیفی را می‌توان برای مطالعه مسائل پیچیده فردی به کار برد، که اغلب هدف آن تدوین فرضیه‌های جدید است. این امر به ویژه زمانی اهمیت دارد که دانش موجود در مورد موضوع کافی نیست. مزایای مهم روش‌های کمی شامل دقت و قابلیت اعتماد است. با این حال، آن‌ها اغلب در مطالعه پدیده‌های بسیار پیچیده‌ای که معمولاً مورد توجه علوم اجتماعی هستند، مشکل دارند. مشکلات دیگری نیز می‌توانند زمانی ایجاد شوند که داده‌ها برای دفاع از نتیجه‌گیری‌هایی که مستقیماً توسط خود اندازه‌گیری‌ها پشتیبانی نمی‌شوند، اشتباه تفسیر شوند. در دهه‌های اخیر، بسیاری از محققان در علوم اجتماعی شروع به ترکیب هر دو روش‌شناسی کرده‌اند. این به عنوان تحقیق روش‌های مختلط شناخته می‌شود. یک انگیزه اصلی برای این امر این است که این دو رویکرد می‌توانند از راه‌های مختلف مکمل یکدیگر باشند: برخی از مسائل با یک روش نادیده گرفته می‌شوند یا مطالعه آن‌ها بسیار دشوار است و بهتر است با روش دیگر به آن‌ها پرداخته شود. در موارد دیگر، هر دو رویکرد برای یک موضوع اعمال می‌شوند تا نتایج جامع‌تر و کامل‌تری ایجاد کنند.
تحقیقات کیفی و کمی اغلب با پارادایم‌های تحقیقاتی و فرضیات زمینه‌ای مختلفی همراه هستند. محققان کیفی اغلب از یک رویکرد تفسیری یا انتقادی استفاده می‌کنند در حالی که محققان کمی تمایل دارند رویکرد اثبات‌گرایانه را ترجیح دهند. اختلافات مهم بین این رویکردها مربوط به نقش عینیت و داده‌های تجربی سخت و همچنین هدف تحقیق از موفقیت پیش‌بینی کننده به جای درک عمیق یا تغییر اجتماعی است.

## انواع دیگر
طبقه‌بندی‌های دیگری نیز پیشنهاد شده است. یکی بین روش‌های ماهوی و رسمی تمایز قائل می‌شود. روش‌شناسی‌های ماهوی تمایل دارند بر یک حوزه خاص از تحقیق تمرکز کنند. یافته‌ها در ابتدا محدود به این زمینه خاص هستند اما ممکن است به سایر حوزه‌های تحقیق قابل انتقال باشند. از سوی دیگر، روش‌شناسی‌های رسمی مبتنی بر مطالعات مختلفی هستند و سعی می‌کنند به اصول کلی‌تری برسند که در زمینه‌های مختلف اعمال می‌شوند. آنها همچنین ممکن است اهمیت ویژه‌ای به تحلیل زبان علم و ساختار رسمی توضیح علمی بدهند. یک طبقه‌بندی نزدیک به هم بین روش‌های فلسفی، علمی عمومی و علمی خاص تمایز قائل می‌شود.
یک نوع نگرش روش‌شناختی، «روش‌گرایی» نامیده می‌شود. بر اساس آن، هدف روش‌شناسی این است که فرایند تحقیق را به مجموعه‌ای ساده از قوانین یا دستور العملی خلاصه کند که در صورت رعایت دقیق، به‌طور خودکار منجر به تحقیق خوب می‌شود. با این حال، استدلال شده است که در حالی که این ایده‌آل ممکن است برای برخی از اشکال تحقیقات کمی قابل قبول باشد، اما برای تحقیقات کیفی شکست می‌خورد. یکی از استدلال‌های این موضع بر این ادعا استوار است که تحقیق یک تکنیک نیست، بلکه یک مهارت است که نمی‌توان با پیروی کورکورانه از یک روش به آن دست یافت. در این راستا، تحقیق برای رسیدن به علم خوب به اشکال خلاقیت و بداهه‌پردازی بستگی دارد.
انواع دیگر عبارتند از روش‌های استقرایی، قیاسی و متعالی. روش‌های استقرایی در علوم تجربی رایج هستند و از طریق استدلال استقرایی از بسیاری از مشاهدات خاص برای رسیدن به نتیجه‌گیری‌های کلی، اغلب به شکل قوانین جهانی انجام می‌شوند. روش‌های قیاسی که به روش‌های اصل موضوعی نیز گفته می‌شود، اغلب در علوم صوری مانند هندسه یافت می‌شوند. آنها از مجموعه‌ای از اصول بدیهی یا اصول اولیه شروع می‌کنند و از استنتاج برای استنباط نتیجه‌گیری‌های جالب از این اصول استفاده می‌کنند. روش‌های متعالی در فلسفهٔ کانت و پس از کانت رایج هستند. آنها با مشاهدات خاص خاصی شروع می‌شوند. سپس استدلال می‌شود که پدیده‌های مشاهده شده تنها در صورتی می‌توانند وجود داشته باشند که شرایط امکان آنها برآورده شود. به این ترتیب، محقق ممکن است بر اساس این ادعا که در غیر این صورت پدیده قابل مشاهده نخواهد بود، به نتیجه‌گیری‌های کلی روان‌شناختی یا متافیزیکی برسد.
درک درست روش‌شناسی برای انجام تحقیقات کارآمد و قابل اعتماد و همچنین بررسی اعتبار ادعاهای علمی دیگران بسیار مهم است. روش اغلب به عنوان یکی از عوامل اصلی پیشرفت علمی، به ویژه در علوم طبیعی، شناخته می‌شود. انتخاب روش‌شناسی مناسب می‌تواند تأثیر زیادی بر نتیجهٔ یک پروژه تحقیقاتی داشته باشد، زیرا ممکن است از یک مجموعه داده‌های یکسان، نتیجه‌گیری‌های متفاوتی حاصل شود.
روش‌شناسی به ما کمک می‌کند تا با ساده‌سازی پیچیدگی‌های جهان، به درک بهتری از آن برسیم و بر آن تسلط پیدا کنیم. از نظر تئوری، روش‌شناسی به ما کمک می‌کند تا باورهای درست را شکل دهیم و مشکلات را حل کنیم. از نظر عملی نیز، به ما مهارت‌های تأثیرگذاری بر طبیعت و تعامل با یکدیگر را می‌آموزد. این روش‌ها معمولاً از نسلی به نسل دیگر منتقل می‌شوند، اما تلاش برای رسمی‌سازی آن‌ها، استفاده و انتقال آن‌ها را آسان‌تر می‌کند. به عنوان مثال، در حوزهٔ تحقیق، هدف از روش‌شناسی، یافتن راه‌های قابل اعتماد برای کسب دانش است، نه صرفاً جمع‌آوری نظرات غیرقابل اعتماد.
در قرن بیستم، علاقه به روش‌شناسی به‌طور قابل توجهی افزایش یافته است که این موضوع در افزایش تعداد انتشارات دانشگاهی و برنامه‌های آموزشی در این زمینه مشهود است. این افزایش علاقه می‌تواند به دو صورت تفسیر شود: برخی آن را نشانه‌ای از اهمیت نظری و عملی روش‌شناسی می‌دانند، در حالی که برخی دیگر آن را به عنوان یک مشغلهٔ بیش از حد می‌بینند که باعث می‌شود زمان و انرژی کمتری برای انجام تحقیقات واقعی صرف شود. این نگرش دوگانه نسبت به روش‌شناسی گاهی اوقات در یک شخص هم دیده می‌شود، مانند ماکس وبر که در عین حال که به روش‌شناسی انتقاد می‌کرد، سهم قابل توجهی در آن داشت.
یکی از دلایل افزایش اهمیت روش‌شناسی در دنیای امروز، وجود مشکلات جهانی متعدد است که نمی‌توان آن‌ها را با یک محقق یا یک رشتهٔ علمی حل کرد. این مشکلات نیازمند همکاری‌های میان‌رشته‌ای هستند و پیشرفت‌های روش‌شناختی، هم در درک روش‌های رشته‌های مختلف و هم در توسعهٔ روش‌های همگن‌تر که توسط همه آن‌ها قابل استفاده باشد، می‌تواند به این همکاری‌ها کمک کند.
بیشتر انتقادها از روش‌شناسی متوجه یک شکل یا برداشت خاص از آن است. در این موارد، یک نظریه روش‌شناختی خاص رد می‌شود، اما روش‌شناسی به عنوان یک حوزهٔ تحقیقاتی که شامل نظریه‌های مختلف است، رد نمی‌شود. بسیاری از این انتقادها بر رویکرد کمی تمرکز دارند، به ویژه زمانی که این رویکرد به عنوان تنها رویکرد معتبر در نظر گرفته شود. با این حال، انتقادهای اساسی‌تری نیز به روش‌شناسی به‌طور کلی وجود دارد.
برخی معتقدند بحث‌های انتزاعی دربارهٔ روش‌ها و دلایل موافق و مخالف آن‌ها بی‌فایده است و آنچه مهم است، استفادهٔ صحیح از روش‌هاست نه مطالعهٔ دقیق آن‌ها. برای مثال، زیگموند فروید، روش‌شناسان را به افرادی تشبیه می‌کند که آنقدر به تمیز کردن عینک خود مشغولند که فرصتی برای نگاه کردن از آن پیدا نمی‌کنند. به گفتهٔ سی. رایت میلز، گاهی اوقات روش‌شناسی به یک «بت‌پرستی روش و تکنیک» تبدیل می‌شود.
برخی دیگر معتقدند که تأمل در روش‌شناسی نه تنها اتلاف وقت است، بلکه عوارض جانبی منفی نیز دارد. آن‌ها استدلال می‌کنند که در برخی مهارت‌ها، تمرکز بیش از حد بر جزئیات و روش‌ها می‌تواند مانع عملکرد صحیح شود. به عنوان مثال، به گفتهٔ گیلبرت رایل، «ما معمولاً اگر زیاد به پاهایمان فکر کنیم، بدتر می‌دویم، نه بهتر». نسخهٔ ملایم‌تری از این انتقاد، روش‌شناسی را به‌طور کامل رد نمی‌کند، اما اهمیت آن را انکار می‌کند و تمرکز بیش از حد بر آن را نادرست می‌داند.
خط انتقادی دیگر به ماهیت کلی و انتزاعی روش‌شناسی اشاره دارد. این دیدگاه معتقد است که بحث در مورد روش‌ها فقط در موارد خاص و مشخص مفید است و نمی‌توان دستورالعمل‌های کلی برای همه موارد تعیین کرد. برخی از مخالفان روش‌شناسی معتقدند که محققان برای انجام کار خود به آزادی نیاز دارند و این آزادی ممکن است توسط «دستورالعمل‌های انعطاف‌ناپذیر و نامناسب» محدود شود. به عنوان مثال، به گفتهٔ کری چمبرلین، یک تفسیر خوب نیاز به خلاقیت دارد، در حالی که یک رویکرد کاملاً مدون، خلاقیت را محدود می‌کند. او از اصطلاح «روش‌پرستی» برای اشاره به این تأکید بیش از حد بر روش‌شناسی استفاده می‌کند. استدلال‌های مشابهی در کتاب «علیه روش» پاول فایرابند نیز مطرح شده است.
با این حال، این انتقادها از روش‌شناسی همیشه پذیرفته نمی‌شوند. بسیاری از متخصصان روش‌شناسی معتقدند که درک صحیح روش‌شناسی می‌تواند کارایی و قابلیت اطمینان تحقیق را بهبود بخشد.
هوارد اس بکر، جامعه‌شناس، نیز انتقاداتی را به اشکال خاص روش‌شناسی وارد کرده است. او معتقد است که روش‌شناسان معمولاً از یک روش خاص، که معمولاً با تحقیقات کمی مرتبط است، دفاع می‌کنند و این موضوع را با این جمله بیان می‌کند که «روش‌شناسی بسیار مهم‌تر از آن است که به روش‌شناسان واگذار شود». با این حال، آلن بریمن این دیدگاه منفی را رد می‌کند و معتقد است که می‌توان با درک روش‌شناسی به عنوان یک بررسی جامع از انواع روش‌ها، از این انتقاد اجتناب کرد.
روش‌شناسی چندین مفهوم مرتبط دارد، مانند پارادایم و الگوریتم. در چارچوب علم، پارادایم یک جهان‌بینی مفهومی است. این شامل تعدادی مفاهیم اساسی و نظریه‌های کلی است که تعیین می‌کند چگونه پدیده‌های مورد مطالعه را باید مفهوم‌سازی کرد و کدام روش‌های علمی برای مطالعه آن‌ها قابل اعتماد هستند. نظریه‌پردازان مختلف بر جنبه‌های مشابهی از روش‌شناسی‌ها تأکید می‌کنند، برای مثال، اینکه آنها شکل کلی چشم‌انداز پدیده‌های مورد مطالعه را شکل می‌دهند و به محقق کمک می‌کنند تا آنها را در پرتو جدیدی ببیند.
در علوم رایانه، الگوریتم روشی یا متدولوژی برای رسیدن به حل مسئله با تعداد محدودی از مراحل است. هر مرحله باید دقیقاً تعریف شود تا بتوان آن را به روشی واضح برای هر برنامه اجرا کرد. به عنوان مثال، الگوریتم اقلیدس یک الگوریتم است که مشکل یافتن بزرگ‌ترین مقسوم‌علیه مشترک دو عدد صحیح را حل می‌کند. این بر اساس مراحل ساده‌ای مانند مقایسه دو عدد و تفریق یکی از دیگری است.
آن چیزی که در علوم اجتماعی از آن به عنوان روش‌شناسی
نام می‌بریم بیشتر از آنکه مهارت یا شیوه‌های گوناگون برای
تحقیق یا پژوهش (روش تحقیق) باشد خبر از انواع رویکردها و
نظر گاه‌ها به پدیده‌های اجتماعی می‌دهد که بیشتر با فلسفه
مدرن کانتی در ارتباط است از آنرو که قائل به نمودهای
متکثر از بعد واحد است. از این رو روش‌شناسی بیشتر بحثی
معرفت شناختی (اپیستمولوژی) است و بیشتر با مکتب و دیدگاه
سر وکار دارد نه با روش و شیوه‌های جزئی تحقیق، در واقع زمانی
که از فرضیه و رابطه علی متغیر مستقل و وابسته و همبستگی
متغیرها اندازه‌گیری اسمی فاصله‌ای و نسبی و نمونه‌گیری و استناد
به منابع متقن علمی (کتاب و مقاله)
سخن می‌گوییم دربارهٔ روش تحقیق به بحث پرداخته‌ایم اما
زمانی که سخن از رویکردهای پوزیتیویستی هنجاری، نهادی، رفتارگرایی،
فمینیستی، تجزیه وتحلیل گفتمان، انتخاب عقلایی، تجزیه وتحلیل موقعیت،
فرد گرایی و ساختار گرایی و… است تمرکز بر رهیافت و مکاتب
و متدولوژی است. از این رو در هر رهیافت ممکن است روش‌های
متفاوتی وجود داشته باشد. نسبت رهیافت (متدولوژی) به روش همانند
نسبت دیدگاه به ابزار است.
به عنوان نمونه رهیافت تاریخی شناخت اندیشه در شرایط زمانی
و مکانی خودش است نه مطالعه مفاهیم در طول تاریخ که مربوط به
روش تاریخی است؛ و همچنین رهیافت جامعه‌شناسی قائل به
نوعی جبر است که همان تأثیر جامعه بر اندیشه است که تا
حدودی نزدیک به رهیافت ساختارگرایان است و نقش فرد را
در مقابل ساختارها کم‌اهمیت می‌داند. مثال دیگر رهیافت
اقتصادی است که می‌گوید اندیشه سیاسی چیزی جز بازتاب مسائل
اقتصادی نیست و بر تعیین‌کنندگی اقتصاد در همه شئون جوامع
انسانی تأکید می‌کند. از رهیافت‌های فلسفی می‌توان
به اثبات‌گرایی ویتگنشتاین اشاره کرد وی معتقد بود گزاره‌های
فلسفی به نام‌ها تحلیل و تحویل می‌شوند، این نام‌ها اجزای
بنیادینی هستند که ما به ازای خارجی دارند. اگر چیزی
بخواهد معنا دار باشد یا باید قراردادی باشد یا عینیت
خارجی داشته باشد و هر چه غیر از این دو باشد بی‌معنی و
(توتولوژیک) است.
- Wikipedia contributors, "Methodology," Wikipedia, The Free Encyclopedia, https://en.wikipedia.org/w/index.php?title=Methodology&oldid=1225711917 (accessed July 9, 2024).

1. ↑  ضیائی بیگدلی، ص ۷
2. ↑  ضیائی بیگدلی، ص ۹
3. ↑  ضیائی بیگدلی، ص ۱۰
4. ↑  کاکایی عباس، ص ۵۸

- محمدرضا ضیائی بیگدلی (۱۳۸۴)، «متدولوژی حقوق بین‌الملل»، مجله پژوهش حقوق و سیاست.، ج. سال هفتم ش. شماره ۱۵ و ۱۶
- عباس کاکایی (۱۳۹۰)، روش‌شناسی علوم سیاسی، مکتب ماهان

- جهانی‌شدن و روش‌شناسی آینده‌اندیشی، وبگاه آفتاب
- روش‌شناسی مطالعه فضای مجازی، وبگاه آفتاب